# Радикал (хімія)

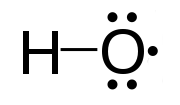
Гідроксил-радикал

Радика́л (вільний радикал; від фр. radical та лат. radicalis — «корінний», «той, що має корінь»; від лат. radix, «корінь») в хімії — парамагнітна частинка (атоми або молекули) з неспареним електроном на зовнішній атомній або молекулярній орбіталі.

## Загальна характеристика
Радикали можуть бути нейтральними або нести позитивний чи негативний заряд. У залежності від характеру орбіталі, яку займає неспарений електрон, розрізняють π-радикали і σ-радикали. У залежності від природи центрального атому (атому з найбільшою спіновою густиною) розрізняють С·, О·, N· та інші атомоцентровані радикали.
Вільні радикали мають непарне число електронів й спін, рівний 1/2; бірадикали мають парне число електронів та спін, рівний 1.
Перший органічний вільний радикал, трифенілметиловий радикал був ідентифікований Мозесом Гомбергом в 1900 році в Мічиганському університеті.
Вільні радикали відіграють важливу роль у горінні, хімічних перетвореннях в атмосфері, полімеризації, хімії плазми, біохімічних та багатьох інших процесах. У біологічних системах вільнорадикальному окисненню можуть підлягати нуклеїнові кислоти, білки, ліпіди та інші речовини, серед цих реакцій особливо важливе значення має перекисне окиснення ліпідів. Деякі вільні радикали, як от супероксид-аніон і моноксид азоту, у багатьох організмів регулюють певні процеси, наприклад зміну тонусу кровоносних судин. Вони також відіграють роль у проміжному метаболізмі різноманітних сполук. Ці радикали можуть бути посередниками у так званому «редокс сигналюванні».
Розрізняють: алкіліденамінильний, алкіліденаміноксильний, алкільний, амінільний, аміноксильний, аніон- , атомоцентрований, ацилоксильний, вердазильний, вільний, гарячий, діазенільний, імінильний радикал, іміноксильний, йон- , силільний, стабільний, сульфенільний, тропільний фосфоранільний радикал, π-радикал, σ-радикал, радикал-йон.
Радикальний центр (англ. radical centre) — атом (чи група атомів) у багатоатомному радикалі, на якому переважно локалізований неспарений електрон. Залежно від атому, на якому зосереджений неспарений електрон, радикали носять назву С-центрований, О-центрований тощо.
Атомоцентрований радикал (англ. atom centered radical) — термін, що використовується для розрізнення радикалів залежно від того, на якому атомі зосереджений неспарений електрон (тб. вказує на природу атома з найбільшою спіновою густиною), пр., C-, О-, N-центровані радикали.
Ацилоксильний радикал (англ. acyloxyl radical) — оксигенцентрований радикал, які містить ацильну групу, зв'язану з атомом О. Пр., RC(=O)O·, RC(=NR)O·, RS(=O)O·.

## Вільні радикали у хімічних реакціях
Вільні радикали можуть виникати під дією тепла, каталізаторів, ультрафіолетового та радіаційного випромінення, інших впливів на молекули. Реакція утворення радикалів називається гомоліз.
Характерна особливість вільних радикалів — висока хімічна активність, обумовлена наявністю вільних валентностей (неспарених електронів). Більшість вільних радикалів мають малу тривалість життя (на рівні декількох мс). Вільні радикали відіграють важливу роль у гетерогенному каталізі, ферментативних процесах у живих організмах, у реакціях швидкого окислення — горіння, у важливих проміжних процесах — крекінгу, піролізу, полімеризації, процесах, які включають механохімічну активацію та ін. Вільні радикали з кінетичною енергією, яка набагато перевищує певне середнє значення, притаманне для нього, називають гарячим радикалом.
Терміни «радикал» і «вільний радикал» іноді використовуються рівнозначно, проте радикал може бути зв'язаний за рахунок ван-дер-вальсівських або інших нековалентних зв'язків.
Органічна хімія вільних радикалів — це хімія парамагнітних парів, рідин, сипучих тіл, розплавів й розчинів.
На повітрі органічні речовини зазнають окиснюваних перетворень: понижується теплопровідність рідких й твердих палив, погіршуються характеристики змащувальних масел й гідравлічних рідин, падає міцність виробів з полімерів й пластмас, псуються медикаменти, косметичні засоби, вибухові речовини, жирвмісні корми й харчові продукти. За рациндифікації масла у ньоу накопичуються токсичні продукти окиснюючих реакцій: спирти, карбонільні сполуки, пероксиди, гідропероксиди, оксирани й ін.
Іміноксильні радикали використовуються в якості ефективних інгібіторів реакцій полімеризації, термо- й світлоокиснення різних органічних матеріалів, наприклад, для підвищення стійкості акрилонітрилу, вінілацетату, вінілденхлориду, стиролу, олігоетеракрилатів, фурфуролу, жирів, масел, каротинвмісних кормів. Довгоживучі радикали викоритстовуються для інтенсифікації хемічних процесів, підвищення селективності каталітичних систем й покращення якості при виробництві анаеробних герметиків, епоксидних смол, поліолефінів, метакрилової кислоти. Стабільні парамагнетики взастосовуються у біофізичних й молекулярно-біологічних дослідженнях в якості спінових міток й зондів, у судово-медичній експертизі, аналітичній хемії, для підвищення адгезії полімерних покриттів, у приладобудуванні й дефектоскопії твердих тіл.

## Виявлення
Вільні радикали виявляють завдяки їх парамагнітним властивостям. Для цього використовується метод електронно парамагнітного резонансу. Спектри ЕПР дозволяють не лише виявити вільні радикали, але й отримати інформацію про їхню будову й ступінь делокалізації неспареного електрона. Для цього використовують два параметри: g-чинник й константу надтонкого розщеплення. Перший з них є аналогом хемічного зсуву у спектроскопії ЯМР.
Протонний обмін між основою {\displaystyle \mathrm {\dot {R}} } та кислотою {\displaystyle \mathrm {BH^{+}} } описується рівнянням:
{\displaystyle \mathrm {{\dot {R}}+BH^{+}\leftrightarrows {\dot {R}}H^{+}+B} }.
Необхідною умовою для застосування методу ЕПР для спостереження за ходом реакції є наявність магнітно-резонансних параметрів радикалу у формах {\displaystyle \mathrm {\dot {R}} } та {\displaystyle \mathrm {{\dot {R}}H^{+}} }. У цьому випадку реакція повинна приводити до частотного обміну між відповідними компонентами спектрів ЕПР радикалі у формах {\displaystyle \mathrm {\dot {R}} } та {\displaystyle \mathrm {{\dot {R}}H^{+}} }. Форма лінії сигналу ЕПР {\displaystyle G(X)} у випадку частотного обміну по двом полоенням, які відповідають {\displaystyle \mathrm {\dot {R}} } та {\displaystyle \mathrm {{\dot {R}}H^{+}} }-формам радикалу, описується рівнянням:
{\displaystyle G(X)=I_{m}{\begin{Bmatrix}iG_{0}{\frac {\tau _{\mathrm {RH^{+}} }+\tau _{\mathrm {R} }+\tau _{\mathrm {RH^{+}} }\tau _{\mathrm {R} }(p_{\mathrm {RH^{+}} }\alpha _{\mathrm {R} }+p_{\mathrm {R} }\alpha _{\mathrm {RH^{+}} })}{(1-\alpha _{\mathrm {R} }\tau _{\mathrm {R} })(1+\alpha _{\mathrm {RH^{+}} }\tau _{\mathrm {RH^{+}} })-1}}\end{Bmatrix}},}
де {\displaystyle G_{0}} — стала; {\displaystyle \tau _{\mathrm {R} }} та {\displaystyle \tau _{\mathrm {RH^{+}} }} — часи життя радикалу у формах {\displaystyle \mathrm {\dot {R}} } та {\displaystyle \mathrm {{\dot {R}}H^{+}} } відповідно; {\displaystyle p_{\mathrm {R} }=\tau _{\mathrm {R} }/(\tau _{\mathrm {R} }+\tau _{\mathrm {RH^{+}} }),\,\,\,p_{\mathrm {RH^{+}} }=p_{\mathrm {RH^{+}} }/(\tau _{\mathrm {R} }+\tau _{\mathrm {RH^{+}} }),\,\,\,\alpha _{\mathrm {R} }=(1/T_{2})_{\mathrm {R} }-i\gamma X,\,\,\,\,\alpha _{\mathrm {RH^{+}} }=(1/T_{2})_{\mathrm {RH^{+}} }-i\gamma (X+\Delta \omega /\gamma );} {\displaystyle \Delta \omega } — різниця частот відповідних ліній у спектрах ЕПР радикалів у формах {\displaystyle \mathrm {\dot {R}} } та {\displaystyle \mathrm {{\dot {R}}H^{+}} }; {\displaystyle (T_{2})_{\mathrm {R} },(T_{2})_{\mathrm {RH^{+}} }} — часи поперечної релаксації радикалів {\displaystyle \mathrm {\dot {R}} } та {\displaystyle \mathrm {{\dot {R}}H^{+}} }. Змінна {\displaystyle X} пов'язана із «сталим» магнітним полем {\displaystyle H_{0}} співвідношенням {\displaystyle X=H_{0}-H_{0}^{\mathrm {R} },} де {\displaystyle H_{0}^{\mathrm {R} }} — напруженість магнітного поля, яка відповідає центру сигналу ЕПР радикалу у формі {\displaystyle \mathrm {\dot {R}} }. У відповідності з цим рівнянням реалізуються різні випадки обміну: швидкий ({\displaystyle 1/\tau _{\mathrm {R} },\,\,1/\tau _{\mathrm {RH^{+}} }>>\Delta \omega }), повільний ({\displaystyle 1/\tau _{\mathrm {R} },\,\,1/\tau _{\mathrm {RH^{+}} }<<\Delta \omega }) та проміжний ({\displaystyle 1/\tau _{\mathrm {R} },\,\,1/\tau _{\mathrm {RH^{+}} }\sim \Delta \omega }) у масштабі часу ЕПР. Незалежно від частоти обміну {\displaystyle \mathrm {{\dot {R}}\leftrightarrows {\dot {R}}H^{+}} } по спектрам ЕПР, можна визначити відношення {\displaystyle \tau _{\mathrm {R} }/\tau _{\mathrm {RH^{+}} }.} Визначення часу життя {\displaystyle \tau _{\mathrm {R} },\,\,\,\tau _{\mathrm {RH^{+}} }} можливе лише у випадку проміжного обміну. Знаючи {\displaystyle \tau _{\mathrm {R} }/\tau _{\mathrm {RH^{+}} }} можна визначити константу рівноваги:
{\displaystyle K=k_{r}/k_{f}={\frac {[\mathrm {BH^{+}][{\dot {R}}]} }{\mathrm {[B][{\dot {R}}H^{+}]} }}={\frac {\tau _{\mathrm {R} }}{\tau _{\mathrm {RH^{+}} }}}{\frac {[\mathrm {BH^{+}]} }{[\mathrm {B} ]}}.}
У випадку, коли реакція {\displaystyle \mathrm {{\dot {R}}+BH^{+}\leftrightarrows {\dot {R}}H^{+}+B} } описує обмін з протоном розчинника ({\displaystyle \mathrm {BH^{+}\equiv H_{solv}^{+},} } тобто сольватований протон, рівняння рівноваги пов'язує константу рівноваги {\displaystyle K} із концентрацією протонів {\displaystyle \mathrm {[H^{+}]\,(K={\frac {\tau _{R}}{\tau _{RH^{+}}}}[H^{+}])} ,} що відчиняє можливість використання радикалів в якості {\displaystyle \mathrm {pH} }-зондів.
Величини {\displaystyle \tau _{\mathrm {R} },\,\tau _{\mathrm {RH^{+}} }} визначають як кінетичні параметри реакції {\displaystyle \mathrm {{\dot {R}}+BH^{+}\leftrightarrows {\dot {R}}H^{+}+B} }, а саме константи швидкостей {\displaystyle k_{f},k_{r}}:
{\displaystyle k_{f}={\frac {1}{\tau _{\mathrm {R} }}}\mathrm {BH^{+}} ,\quad \quad k_{f}=\mathrm {{\frac {1}{\tau _{RH^{+}}}}[B]} .}
Таким чином, у вказаних випадках аналіз форми сигналу ЕПР дозволяє отримати кількісну інформацію про термодинаміку й кінетику протонного обміну у радикалах.

## Історичний термін
Історично термін «радикал» також використовувався для опису частин молекули, особливо коли вони залишаються незмінними під час реакцій, таке визначення все ще можна знайти у старих підручниках. Наприклад, метиловий спирт описувався як складова метилового і гідроксильного радикалів. Жоден з цих «радикалів» не був радикалом у сучасному хімічному сенсі, оскільки вони були постійно зв'язані і не мали неспарованих електронів. У мас-спектрометрії, проте, ці групи відділяються у вигляді радикалів під градом високоенергійних електронів та можуть спостерігаються як окремі частинки. Зараз для позначення частин більших молекул використовуються терміни «замісник» або «функціональна група».

## У живих організмах
Вільні радикали задіяні у ряді біологічних процесів, зокрема вони необхідні для внутрішньоклітинного знищення бактерій фагоцитами — гранулоцитами і макрофагами. Також ці частинки беруть участь у клітинному сигналюванні (так зване «редокс сигналювання»).
Серед вільних радикалів похідних кисню у біологічних системах найважливішими є супероксид-аніон і гідроксильний радикал, обидва формуються із кисню у відновних умовах. Через високу реакційну здатність ці частинки можуть вступати у небажані взаємодії і шкодити організму. Надмірна концентрація вільних радикалів може призвести до пошкодження і смерті клітин, зокрема під час таких патологічних процесів як рак, інсульт, інфаркт міокарда, цукровий діабет та інші.
Вважається, що небажані взаємодії між вільними радикалами і ДНК і викликані ними мутації мутацій, які можуть порушувати проходження клітинного циклу, роблять внесок в утворення злоякісних пухлин.
Деякі ознаки старіння також пов'язані із радикалами, наприклад, під час розвитку атеросклерозу вони окиснюють холестерол до 7-кетохолестеролу.. Також вони можуть бути задіяні розвитку хвороби Паркінсона, глухоти, викликаної старінням чи медичними препаратами, шизофренії, хвороби Альцгеймера. Вільнорадикальна гіпотеза старіння стверджує, що саме ці частинки є основною причиною настання старості.
Класичний вільнорадикальний синдром — гемохроматоз (хвороба накопичення заліза) — зазвичай супроводжується набором розладів, пов'язаних із вільними радикалами — порушення руху, психоз, аномалії пігментації шкіри, глухота, артрит і цукровий діабет.
Оскільки, по-перше, вільні радикали необхідні для життя, а по-друге, вони утворюються як побічні продукти метаболізму кисню, в організмів виробився ряд механізмів, що дозволяють протидіяти вільнорадикальним ушкодженням. Це зокрема ферменти супероксиддисмутаза, каталаза, глутатіонпероксидаза і глутатіонредуктаза. Крім цього існує низка неферментних біологічних антиоксидантів: вітаміни A, C і E, поліфеноли, убіхінон, триптофан, фенілаланін, церулоплазмін, трансферин, гаптоглобін. Також існують дані про роль білірубіну і сечової кислоти у процесах знешкодження вільних радикалів.

## Космохемія
Стабілізовані твердою метрицею радикали зустрічаються у метеоритах, природних мінералах й каустобіолітах. Значення для астронавтики й астрофізики мають розсіяні у міжзірковому просторі «короткоживучі» радикали: {\displaystyle \mathrm {H,K,Na,Fe,Ti,CH,CN} } й ін., загальна щільність яких досягає {\displaystyle 3\cdot 10^{-24}} г/см3. Дослідження комет вказують на присутність у них радикалів: {\displaystyle \mathrm {OH,CH,NH,CN,C=C-C,CO^{+},NH_{2},N_{2}^{2},HC^{+}} .} Судячи по спектрам полярного сяйва, атмосфера землі містить {\displaystyle \mathrm {H,O,O^{+},O_{2}^{+},CH,N_{2}^{+},CN.} } Максимальна концентрація атомів кисню (бірадикал) зафіксована на висоті 105 км над рівнем моря ({\displaystyle 10^{13}} на см3). У атмосфері сонця й більш холодних зірок виявлені {\displaystyle \mathrm {OH,CH,PH,CaH,CP,B,HSi,NH,CN,H} } й інші вільні радикали. Вважають, що мінливе забарвлення поверхні Юпітера обумовлена присутністю у його атмосфері стабілізованих радикалів.